# Wakabayashi-ku
Wakabayashi (若林区, Wakabayashi-ku) est l'un des cinq arrondissements de la ville de Sendai au Japon. Il est situé au sud-est de la ville, au bord de l'océan Pacifique.
En 2016, sa population est de 133 929 habitants pour une superficie de 50,86 km2, ce qui fait une densité de population de 2 630 hab./km2.

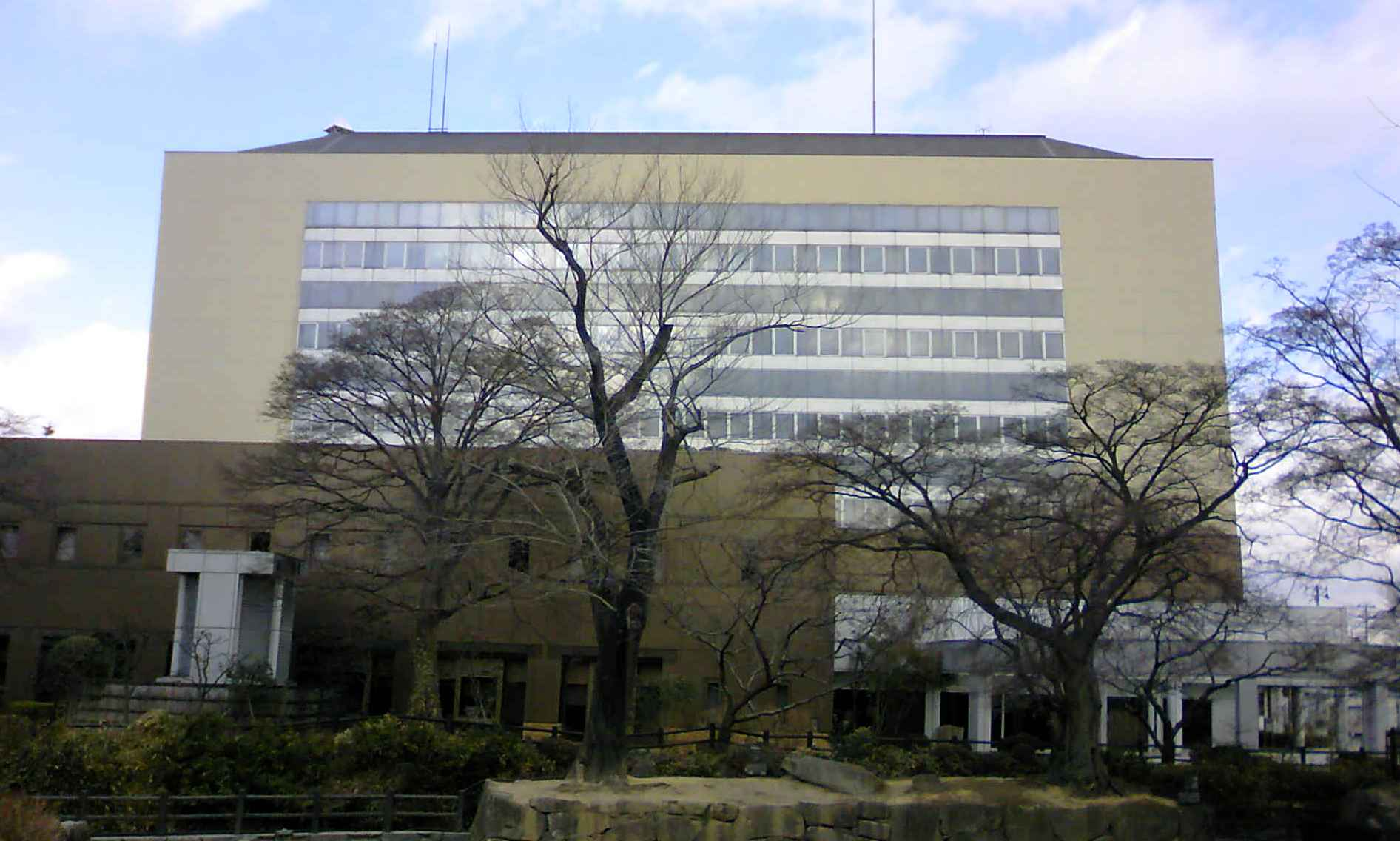
La mairie de l'arrondissement de Wakabayashi.

## Transport publics
L'arrondissement est desservi par les lignes de métro Namboku et Tōzai. 